# Preece (Einheit)
Das Preece, benannt nach dem walisischen Elektroingenieur William Henry Preece, war eine ab 1901 in Großbritannien benutzte Einheit für den spezifischen Widerstand. Sie wurde vor allem bei der Bestimmung des spezifischen Widerstandes von Isolatoren genutzt.
1 Preece = 1013 Ohmmeter